# Trioceros cristatus
Trioceros cristatus (tên tiếng Anh: crested chameleon) là một loài tắc kè hoa đặc hữu châu Phi. Loài này được mô tả lần đầu bởi Samuel Stutchbury năm 1837.

## Phân bố và môi trường sống
T. cristatus sinh sống tại Bioko, Guinea Xích Đạo, Cameroon, Cộng hòa Trung Phi, Cộng hòa Dân chủ Congo, Cộng hòa Congo, Gabon, Nigeria, Ghana và Togo. Địa điểm phân bố điển hình là ở Gabon. Nó được tìm thấy ở nơi có độ cao từ 10 đến 900 mét (33 đến 2.953 foot) trên mực nước biển, và trên một khu vực diện tích 1.000.000 kilômét vuông (390.000 dặm vuông Anh). Liên minh Bảo tồn Thiên nhiên Quốc tế (IUCN) phân loại Trioceros cristatus như một loài ít quan tâm.